# 4685 Karetnikov
4685 Karetnikov (1978 SP6) là một tiểu hành tinh vành đai chính được phát hiện ngày 27 tháng 9 năm 1978 bởi N. S. Chernykh ở Nauchnyj.